# 梁善濟
梁善济（1861年—1941年），字伯强，山西崞县北社村（今属定襄县）人。清朝及中华民国政治人物。

## 生平
梁善济是光緒三十年（1904年）甲辰恩科进士，选庶吉士，授翰林院检讨。后来留学日本法政大学。毕业归国后，任山西赞襄大夫、山西省教育会会长。光绪三十三年（1907年），与解荣辂等代表300多人上书清廷，要求废除和英国福公司的合同，收回矿权。还和崔廷献、刘懋赏等人到北京交涉，最终赎回了矿权。他也因此而成为山西知名的士绅。
宣统元年（1909年）清朝设立各省谘议局，梁善济任山西谘议局议长。同年，阎锡山自日本陆军士官学校毕业归国，任山西陆军小学堂教官，旋升任监督。阎锡山和梁善济的学生、山西谘议局秘书邢殿元结拜，后来通过邢殿元的关系获得了梁善济的青睐。
宣统三年（1911年）太原起义后，山西谘议局于当天召开了紧急会议。在议长梁善济的主持下，会议讨论建立军政府并推选都督，由于梁善济反对建立新政府，而遭到张树帜威胁，梁躲到副议长杜上化背后。阎锡山提出选姚鸿法为都督，但姚拒绝。会议最终选举了阎锡山任都督，温寿泉任副都督。梁善济出任民政部长。民国二年（1913年），当选民元国会众议院议员。此后和汤化龙等人创立民主党、进步党。民国三年（1914年）国会解散后，他任教育次长，次年离职。后来任宪法研究会党务部长，成为研究系要人。1917年中华民国临时参议院成立时，研究系曾推梁善济任议长，但最终未能成功，议长为王揖唐担任。民国七年（1918年），他任安福国会议员，曾和阎锡山争夺山西省长之位，但未成功。
1941年，梁善济逝世。

## 家庭
- 长子：上楹，字莱芝[2]
  - 孙：綖武，先后娶阎慧卿、张馥卿为妻[2]
  - 孙：继武，娶郭明存为妻[2]
- 次子：上栋，字次楣[2]
- 三子：上椿，字西樵[2]